# World Class Leader Board
World Class Leader Board (parfois abrégé en Leader Board) est un jeu vidéo de golf sorti en 1987 sur Apple II, Atari ST, Commodore 64 et ZX Spectrum ; puis, en 1988 sur Amiga, Amstrad CPC et DOS. Le jeu a été développé et édité par Access Software. Plus le tard, le jeu est sorti sur Game Gear et Master System en 1991 (alors développé par Tiertex et édité par U.S. Gold) et sur Mega Drive en 1992.

## Système de jeu
Leader Board affiche ses parcours en 3D. Le jeu est livré avec un choix de quatre courses : Cypress Creek, Doral Country Club, St. Andrews et Gauntlet Country Club, un club fictif.
Trois niveaux de jeu sont proposés : professionnel, amateur et kid. Les deux premiers intègrent la prise en compte du vent.
À chaque lancer, le joueur choisit entre différents clubs : 3 bois (W - Wood), 9 fers (I - Iron) et 1 hybride (PW - Pitching Wedge). Lorsqu'il est sur le green, le joueur accède d'office au putter.
Le jeu possède une barre de puissance et une jauge de précision. Presser le bouton une première fois lance le mouvement, le presser une deuxième fois définit la puissance du coup et il faut appuyer une troisième fois au bon moment pour frapper la balle avec précision.
Après chaque trou, apparait un tableau récapitulatif des scores, et à la fin du jeu, il est possible d'afficher le tableau des meilleurs scores (version 5).
Cette dernière version améliore le confort du jeu en proposant un mode EGA (16 couleurs) et pour les ordinateurs équipés, la gestion du son (commentaires et effets spéciaux).